# Flyme
FlyMe (FlyMe Sweden AB) var ett lågprisflygbolag med huvudkontor i Göteborg i Sverige. Aktiebolaget bildades 1 mars 2004. Trots att det börsnoterade moderbolaget FlyMe Europe AB genomförde ett antal nyemissioner ökade förlusten under 2006 och i början av 2007 blev läget akut. Den 2 mars 2007, 3 år och 1 dag efter första flygningen, försattes bolaget i konkurs av bolagets styrelse och alla bolagets flygningar inställdes.
Konkursen utlöstes av att banken spärrade bolagets konton, när aktieägarna inte betalat in alla pengar i den sista nyemissionen i slutet av 2006. I själva verket var det bolagets huvudägare som stod för större delen av de pengar som inte betalades in, trots att de lovat ställa upp. Bolagets huvudägare s beslut om att inte betala sitt garantiåtagande berodde på fel angivet i prospektet för nyemissionen. Med bakgrund i detta fel nekade de av Christen Ager-Hanssen ägda Cognition AS och Cognition Capital AS att betala några pengar till FlyMe Europe AB. Den 14 maj 2007 ingick Cognition-bolagen och FlyMe Europe AB ett förlikningsavtal, vari parterna var överens om att Cognition-bolagen inte hade någon skuld till FlyMe Europe och att FlyMe Europe inte hade någon skuld till Cognition-bolagen. I juni 2009 gjorde Uppdrag Granskning ett reportage om historien om FlyMe. Programmet blev anmält av Christen Ager-Hanssen till Granskningsnämnden för radio och TV för att ha varit partiskt. Den 22 mars 2010 fälldes programmet i Granskningsnämnden, för partisk beskrivning av Christen Ager-Hanssen och hans roll i FlyMe-koncernen.
Våren 2007, strax efter konkursen, fanns det planer på att återuppliva FlyMe. Ett konsortium av företagare från Väst- och Sydsverige uppgavs vara berett att investera i bolaget. I början av 2008 fanns dock inga tecken på att dessa planer hade förverkligats.
FlyMe Sweden var ett helägt dotterbolag till FlyMe Europe AB, noterat på First North. Moderbolaget bytte namn till FME Europe AB efter beslut på bolagsstämman 29 juni 2007. Den 2 mars 2007, samma dag som FlyMe Sweden AB:s konkurs, handelsstoppades FlyMe Europe AB:s aktier. Då bolaget efter drygt 8 månader av handelsstopp alltjämt befann sig under rekonstruktion och var inblandat i ett antal rättstvister och i övrigt inte uppfyllde börsens regler beslöt OMX Nordiska Börs Stockholms disciplinnämnd den 9 november 2007 att med omedelbar verkan avnotera FME Europe AB. FME Europe AB försattes i konkurs den 8 april 2013.

## Destinationer
FlyMe bedrev trafik mellan följande destinationer:
- Stockholm, Göteborg, Malmö - Alicante
- Göteborg - Aten
- Göteborg - Barcelona
- Göteborg, Malmö - Bologna
- Stockholm - Helsingfors
- Göteborg - Kreta
- Göteborg - London
- Göteborg - Malaga
- Stockholm - Malmö
- Stockholm - Göteborg
- Stockholm, Göteborg, Malmö - Nice
- Stockholm - Luleå (Hann dock aldrig börja flyga linjen)
- Göteborg - Mallorca
- Göteborg - Paris
- Göteborg - Prag
- Göteborg - Rhodos
- Stockholm, Göteborg - Rom
- Stockholm - Ängelholm

## Flotta
| Typ                     | Antal | Passagerare | År          | Övrigt                                           |
| ----------------------- | ----- | ----------- | ----------- | ------------------------------------------------ |
| Boeing 737-300          | 7     | 148         | 2004 - 2007 | SE-RCO SE-RCP SE-RCS SE-RCR SE-DPC G-STRJ G-STRI |
| Boeing 737-500          | 1     | 123         | 2006 - 2007 | LY-AZW                                           |
| McDonnell Douglas MD-87 | 1     | 135         | 2005        | SE-RBA                                           |